# هایاکا (قمر)

هومیا (وسط) و هی‌یاکا

هی‌یاکا (Hiʻiaka) قمر بزرگ هومیا است و از دیگر قمر آن ناماکا بزرگ‌تر است. قطر هی‌یاکا حدود ۳۱۰ کیلومتر (۱۹۳ مایل) است. این قمر با هر بار گردش کامل پیرامون هومیا در ۴۹ روز، مسافتی حدود ۴۹٬۵۰۰ کیلومتر (۳۰٬۷۵۸ مایل) را می‌پیماید. این قمر را گروه اخترشناسی مایکل براون در ۲۶ ژانویهٔ ۲۰۰۵ کشف کردند.